# دخانية خلنجانية
دخانية خلنجانية (الاسم العلمي: Fumana ericoides) هي نوع من النباتات يتبع جنس الدخانية من الفصيلة القريضية. سمي هذا النوع نسبةً إلى نبات الخلنج.

## الموئل والانتشار
موطنه شمال الشام.